# Grand maréchal de Lituanie

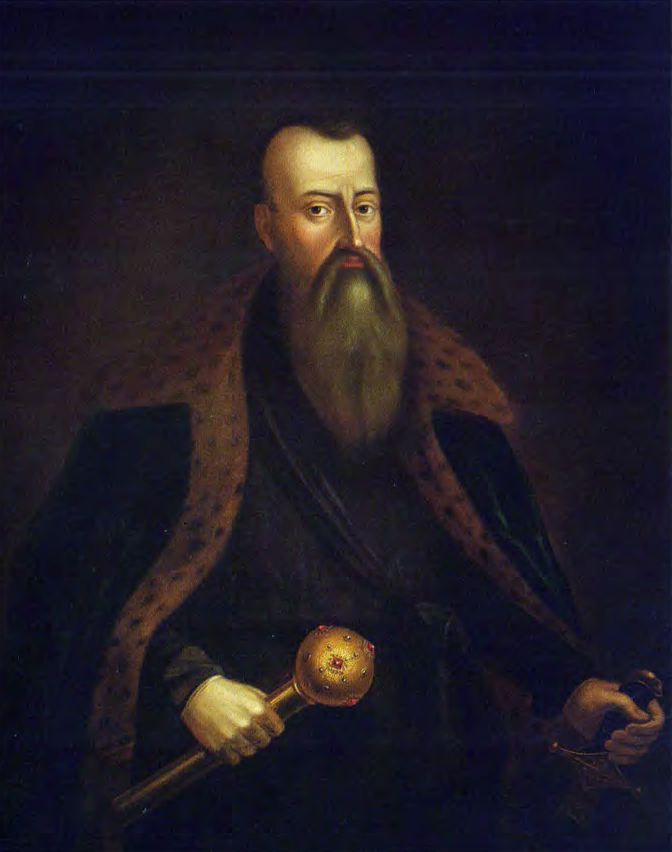
Portrait de Radziwill Ościkavič, copie d'après une œuvre antérieure.

L'office de grand maréchal de Lituanie est créé en 1398, sous le règne de Władysław II Jagellon. Il est formellement égal au grand maréchal de la Couronne (pl).

## Liste des grands maréchaux de Lituanie
- Stanisław Czupurna (pl)(1398–?g
- Rumbold Wolimuntowicz (pl)
- Piotr Montygierdowicz (pl)
- Radvila Astikas
- Michał Kieżgajło (pl) (1446–1476)
- Marcin Gasztołd (pl) (1477–1483)
- Bohdan Sakowicz (pl)
- Piotr Janowicz Montygierdowicz (pl)
- Jan Jurjewicz Zabrzeziński (pl) (1498–1505)
- Mikołaj II Radziwiłł (1505–1515)
- Stanisław Kiszka (1512–1514)
- Jan III Radziwiłł (1514–1522)
- Jan Janowicz Zabrzeziński (pl) (1522-?)
- Mikołaj Krzysztof Radziwiłł (?-1565)
- Jan Hieronimowicz Chodkiewicz (pl) (1566–1579)
- Mikołaj Krzysztof Radziwiłł (1579–1586)
- Albert Radziwiłł (1586–1592)
- Stanisław Radziwiłł (1592–1597)
- Krzysztof Dorohostajski (pl) (1597–1615)
- Piotr Wiesiołowski (pl) (1615–1621)
- Jan Stanisław Sapieha (1621–1635)
- Krzysztof Wiesiołowski (pl) (1635–1637)
- Aleksander Ludwik Radziwiłł (1637–1654)
- Krzysztof Kieżgajło Zawisza (pl) (1654–1669)
- Aleksander Hilary Połubiński (1669–1679)
- Stanisław Kazimierz Radziwiłł (1679–1690)
- Jean Carol Dolski (1691–1695)
- Aleksander Paweł Sapieha (1699–1734)
- Marcjan Dominik Wołłowicz (pl) (1734)
- Paweł Sanguszko (1734–1750)
- Ignacy Ogiński (pl) (1750–1768)
- Józef Paulin Sanguszko (1768–1781)
- Władysław Gurowski (pl) (1781–1790)
- Ignacy Potocki (1790–1793)
- Ludwik Tyszkiewicz (1793–1795)